# 沿ヴォルガ鉄道支社
沿ヴォルガ鉄道支社（ロシア語: Приволжская железная дорога）は、ロシア鉄道公開株式会社の支社（Филиал ОАО «РЖД»）の一つであり、1893年に創設された。サラトフ州、ヴォルゴグラード州、アストラハン州およびロストフ州、ウリヤノフスク州、サマラ州のロシア鉄道線を管轄する。本部はサラトフに設置されている。

## 歴史
1953年にリャザン・ウラル鉄道とスターリングラード鉄道が合併して成立した。
1948年から1960年にかけてディーゼル化が進められた。ヴェルフニー・バスクンチャク機関区は管内最古の機関区である。1959年にはヴォルゴグラード近郊が直流電化された。続いて1965年にはペンザ - ルチシチェヴォ - ポヴォリノ間が、1968年にはサラトフ近郊が直流電化された。1970年にはレーニン勲章を受賞した。
1988年から1990年にかけてアストラハン近郊が交流電化されたほか、ルチシチェヴォ - アトカルスク - アニソフカ間とサラトフ近郊が直流電化から交流電化に切り替えられた。ソビエト連邦の崩壊後も交流電化は着々と進められている。

## 路線
- ブラゴダトカ駅 - サラトフI駅 - ウルバフ駅 - ヴェルフニー・バスクンチャク駅 - アストラハン駅

## 参照
1. ↑  Депутат Астраханской Думы А. Фурик: “Железная дорога “отвернулась” от Верхнего Баскунчака”